# 藤波言忠
藤波 言忠（ふじなみ ことただ、1853年10月14日〈嘉永6年9月12日〉 - 1926年〈大正15年〉5月24日）は、日本の華族、宮中顧問官、政治家。正二位勲一等子爵。

## 生涯
広橋邸にて広橋胤保の次男として生まれる。文久3年（1863年）頃に藤波教忠の養子となる。明治5年（1872年）に福羽美静の門弟となる。同級に元田永孚・加藤弘之がいた。
明治10年（1877年）に侍従試補に、明治12年（1879年）には侍従になる。明治17年（1884年）7月8日に子爵を授かる。明治22年（1889年）には侍従を退き、宮内省主馬頭になる。この間にウィーンに派遣され、国家学をローレンツ・フォン・シュタインに学んだ。帰国後にした進講は四か月ほどで33回もした。明治天皇・昭憲皇太后両方の崩御の時にどちらとも大喪使事務官を務めた。翌年に延期された大正天皇の大礼使車部長を務め、大正5年（1916年）1月8日に主馬頭を辞め、専任宮中顧問官、貴族院勅選議員となる。同年から『明治天皇紀』の編修に尽くしたが、完成前の大正15年（1926年）5月24日に死去した。享年74。墓所は青山霊園 1-ロ12-23。

## 馬との関わり
明治天皇の信頼厚い侍従である藤波は明治憲法制定など重要な場面にしばしば登場している。明治政府にとっては軍事・農業・荷役などで重要な馬の改良や増産は国家的課題だったが藤波は馬政にも大きくかかわっている。藤波は宮内省主馬頭として御料牧場の発展に貢献し、馬匹改良30年計画などにも参画している。また、明治17年からの上野不忍池競馬は国家的行事として行われていたが、藤波はそれの運営組織共同競馬会社の幹事も務め、生涯成績39戦28勝を修めた当時の有力馬「墨染」の馬主でもある。競馬の開催で駿馬の生産を促し駿馬を増やすことで馬匹の改良につなげる方針で日露戦争後の馬券黙許の実現にも関わっている。

## 家族
- 父：広橋胤保
  - 兄弟：広橋胤光、広橋賢光
  - 姉妹：鍋島榮子、琴陵保子[注 3]、松平幾子[注 4]
- 養父：藤波教忠
  - 養兄弟：藤波重忠
- 妻：藤波文子 - 藤波教忠女、広橋胤保養女[注 5]
- 妻：大巌恭子 - 藤波教忠次女、広橋胤保養女[注 6]
- 妻：久能玉 - 久能宗熈妹[注 7]
- 妻：藤波奈保 - 千家尊澄女[注 8]
  - 次女：藤波忠子
  - 養子：藤波茂時 - 忠子の夫、松平茂昭五男

## 栄典
位階
- 1887年（明治20年）12月26日 - 正四位[6]
- 1901年（明治34年）12月20日 - 正三位[7]
- 1926年（大正15年）5月24日 - 正二位[8]

勲章等
- 1884年（明治17年）7月8日 - 子爵[9]
- 1889年（明治22年）
  - 11月29日 - 大日本帝国憲法発布記念章[10]
  - 12月27日 - 勲六等瑞宝章[11]
- 1894年（明治27年）12月26日 - 勲四等瑞宝章[12]
- 1898年（明治31年）12月28日 - 勲三等瑞宝章[13]
- 1904年（明治37年）12月27日 - 勲二等瑞宝章[14]
- 1914年（大正3年）12月23日 - 勲一等瑞宝章[15]
- 1915年（大正4年）
  - 11月10日 - 大礼記念章[16]
  - 12月1日 - 旭日大綬章[17]
- 1926年（大正15年）5月24日 - 旭日桐花大綬章[8]

外国勲章佩用允許
- 1891年（明治24年）6月1日 - オスマン帝国：美治慈恵第三等勲章[18]
- 1904年（明治37年）11月29日 - 大韓帝国：勲一等八卦章[19]
- 1899年（明治32年）7月4日
  - イタリア王国：王冠第二等勲章[20]
  - ロシア帝国：神聖スタニスラス星章付第二等勲章[20]

## 著書

### 単著
- 『英独両国皇室例規概要』宮内省、1898年12月。 NCID BN15868859。

### 共著
- 藤波言忠、金子堅太郎『明治天皇の御事蹟と帝国憲法の制定』東京市〈社会教育叢書 第1輯〉、1922年7月。 NCID BN09710995。全国書誌番号:43037160。